# Neomorpha cearensis
Neomorpha cearensis är en insektsart som först beskrevs av Rehn, J.A.G. 1917.  Neomorpha cearensis ingår i släktet Neomorpha och familjen syrsor. Inga underarter finns listade i Catalogue of Life.